# Serra de la Garriga (Odèn)
|  | Aquest article tracta sobre la Serra de la Garriga a Odèn. Vegeu-ne altres significats a «Serra de la Garriga (Camarasa)». |

La Serra de la Garriga és una serra situada al municipi d'Odèn (Solsonès), amb una elevació màxima de 1.058,9 metres.